# Tesla (завод)
Фабрика Tesla — завод із виробництва електромобілів компанії Tesla Inc. Знаходиться у місті Фрімонт, Каліфорнія. Займає площу у 1,5 км², на 0,51 км² розташована найбільша будівля. У липні 2013 року Tesla придбала по сусідству додаткову територію для облаштування там випробувальної траси. Також компанія будує великий ливарний завод у Lathrop, Каліфорнія для підтримки виробництва у Фрімонті. Багато деталей Tesla Factory виготовляє сама, але вона також співпрацює із 300 компаніями по всьому світу. У 2015 році було переміщено деяке обладнання на завод у Тілбурзі, Нідерланди. Там здійснюватиметься остаточна збірка машин, що частинами доправлятимуться з Америки.
Завод розпочав роботу із 1 тис. працівників. У 2013 році їх стало 3 тис., а у червні 2016 — 6 тис. У червні 2018 року на заводі працювало 10 тис. працівників.
Назви електрокарів, що випускаються та плануються до випуску, формують абревіатуру, про яку вже давно жартує Ілон Маск — S☰XY. На жаль, термін «Model E» вже є запатентованим, тому довелося обмежитися цифрою «3».

## Історія
Завод був зведений у 1962 році й належав General Motors та Toyota. У 2010 році Tesla Inc. придбала його за $42 млн Також знадобилося ще $17 млн, щоб купити якісне, але вже не нове обладнання, позаяк попередній власник вивіз встановлене на заводі. Дуже вигідною покупкою став гідравлічний штампувальний прес Schuler SMG — найбільший в Північній Америці. Вартість нового складала $50 млн, але Tesla він обійшовся у $5 млн із доставленням. Щоб розпочати виробництво, на заводі необхідно було провести значні зміни, які в кінцевому результаті зробили виробниче середовище значно чистішим та тихішим, ніж за попереднього власника. Встановлення роботизованих механізмів робить процес складання значно ефективнішим.
Виготовлення першої Model S розпочалося 17 жовтня 2010 року, а передача її власнику відбулася 22 червня 2012 року на спеціальному заході, організованому на території заводу.
Виробництво зростало від 15-20 авто на тиждень у серпні 2012 року до 200 — у листопаді і 400 — на кінець грудня 2012 року. Тоді ж довелося переглянути у сторону зменшення проєкт доставлення власникам зарезервованих машин: із 5'000 запланованих до 2'500 реальних.
На кінець 2013 року доставлення досягли 6'892 одиниць. У грудні влада Каліфорнії оголосила, що надасть Tesla податкову знижку у $34,7 млн у разі розширення їх виробництва з можливістю випуску 35 авто щороку.
У першому кварталі 2014 року випущено 7'535 одиниць продукції. У травні швидкість складання становила 700 авто за тиждень. А у 2015 році виробляли за тиждень в середньому 1000 авто, здійснивши доставлення 21'537 одиниць у першому півріччі.
У липні 2014 року починається розробка Tesla Model X, чотиридверного кросовера, що будуватиметься на платформі Model S. Остаточна версія була випущена у квітні 2016.

## Виробництво ModelS

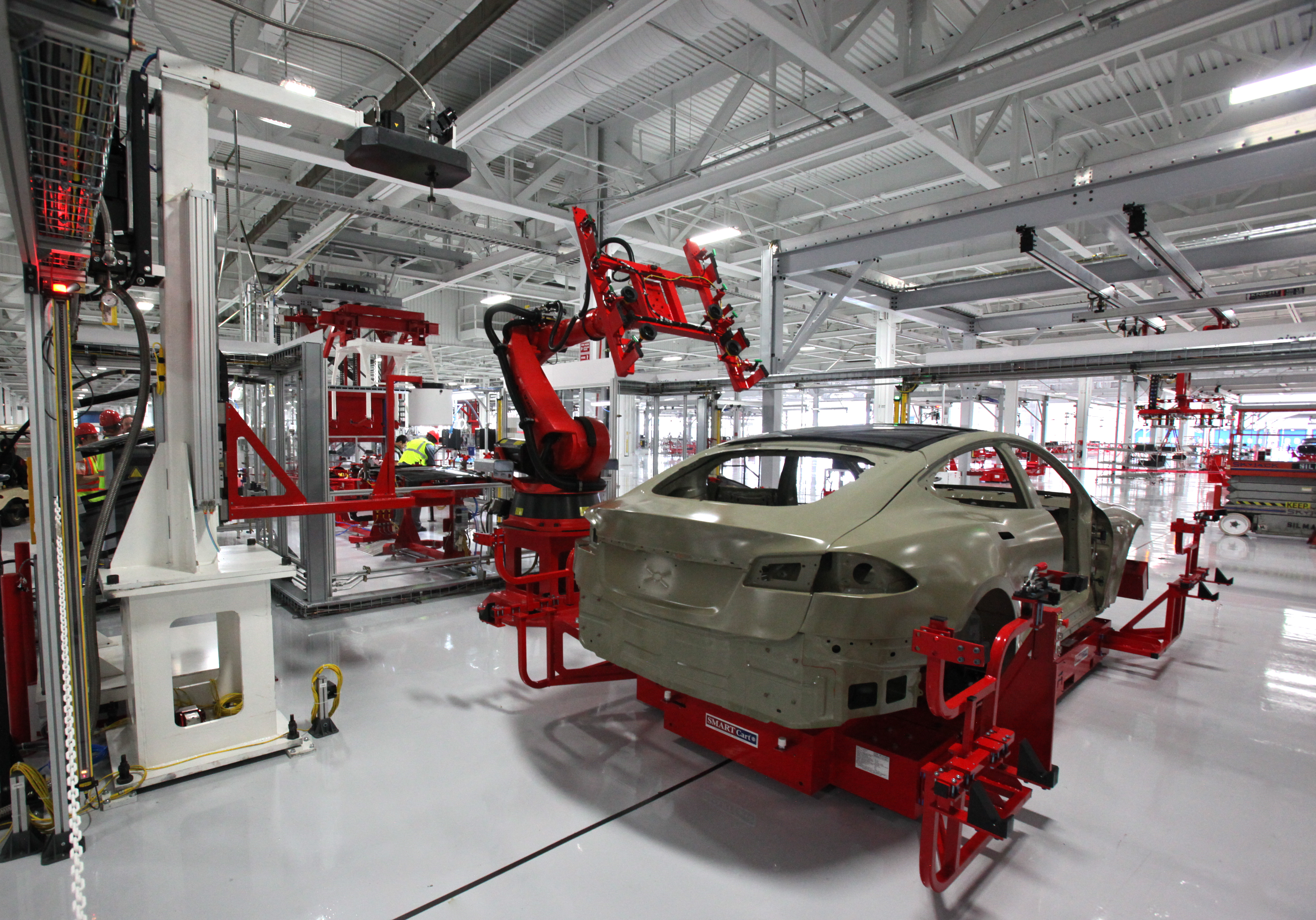
Виробництво Model S

Першим автомобілем, що випустила Tesla Factory, стала Model S — п'ятидверний повнопривідний електромобіль класу «люкс». Ще на заводі у Детройті вручну було зібрано 20 одиниць пробної «альфа-версії», а у Фрімонті вже збирали 50 «бета-версій». Їх використали для власних інженерних тестувань та краш-тестів на федеральному рівні для сертифікації.
У виробничому процесі використовуються більше ніж 160 роботизованих пристроїв, включно із 10-ма найбільшими роботами у світі. Гідравлічні преси, здатні штампувати до 5 тис. панелей кузова за день із силою 10 кт, є найбільшими в Північній Америці та шостими за величиною у світі.
Деталі кузова авто виробляються із листового алюмінію. Він поставляється на завод у рулонах. Заготовлення з нього формуються лазерним різанням. Загальна вага алюмінію, що використовується на одну машину — приблизно 190 кг. Через кожні 6  с преси виштамповують нову панель кузова. Виробнича лінія зазвичай рухається зі швидкістю 5 см/с.

### Двигун

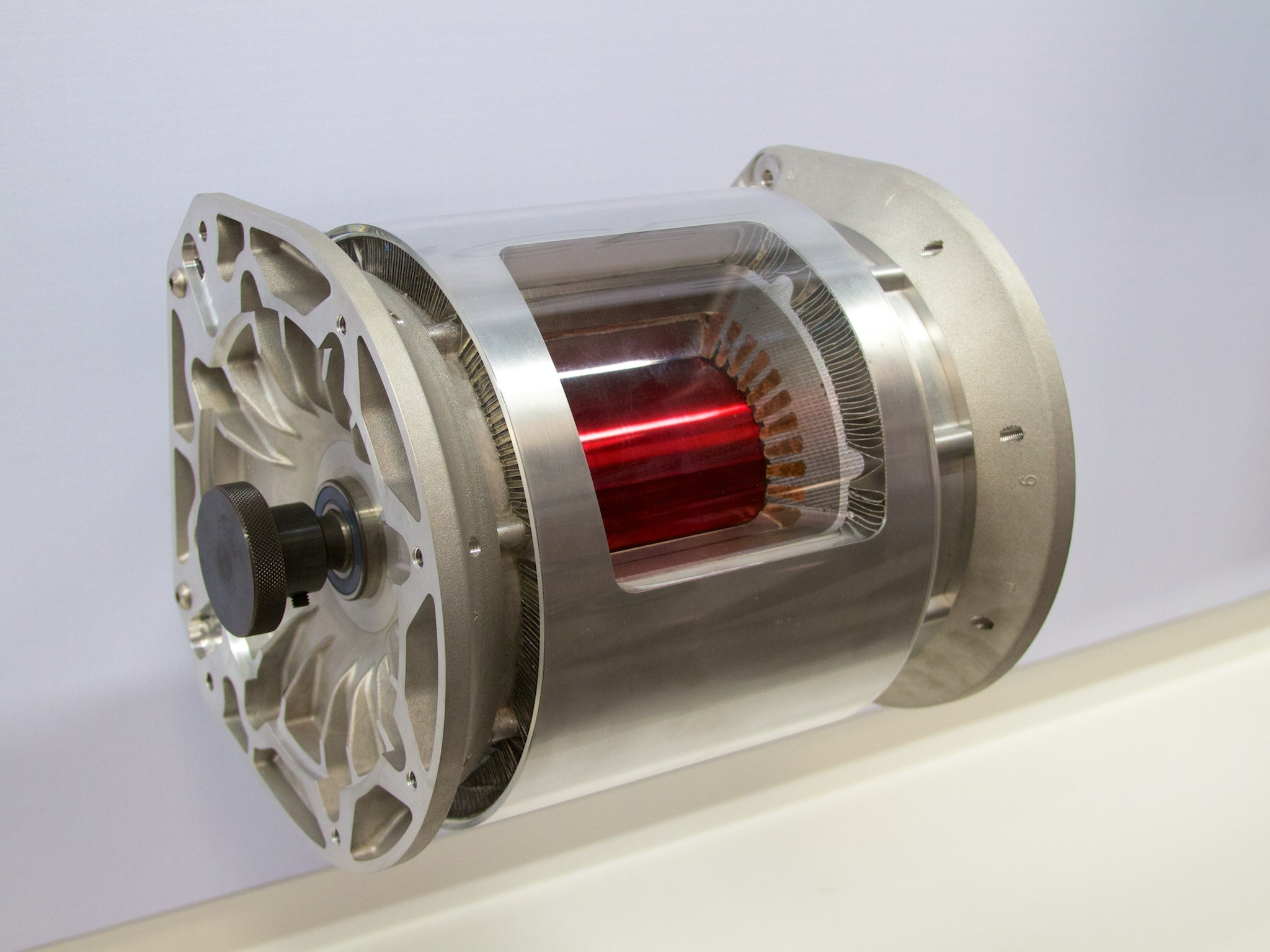
Електродвигун постійного струму із спеціально видаленою частиною статора для вільного огляду ротора

Для виробництва одного трифазного двигуна необхідно 800 м мідного дроту, намотування в пучки якого здійснюється роботом. Після формування з тих пучків трьох обмоток і поміщення їх у пази статора відбувається нанесення епоксидної смоли, вставляння статора у спеціальний металевий кожух, який сприяє його охолодженню під час роботи, та установка всередину ротора. Після монтування диференціалу, коробки передач та інших елементів трансмісії працівники проводять випробувальні роботи. Потім на верхівку двигуна прилаштовують інвертор, що перетворюватиме постійний струм від акумулятора на змінний струм, що потрібен для роботи двигуна. Після цього електродвигун піддається серії тестів, тривалістю 4 хвилини, і в разі успішного їх проходження переміщається на дільницю основного складання для установки його в авто.

### Акумулятор

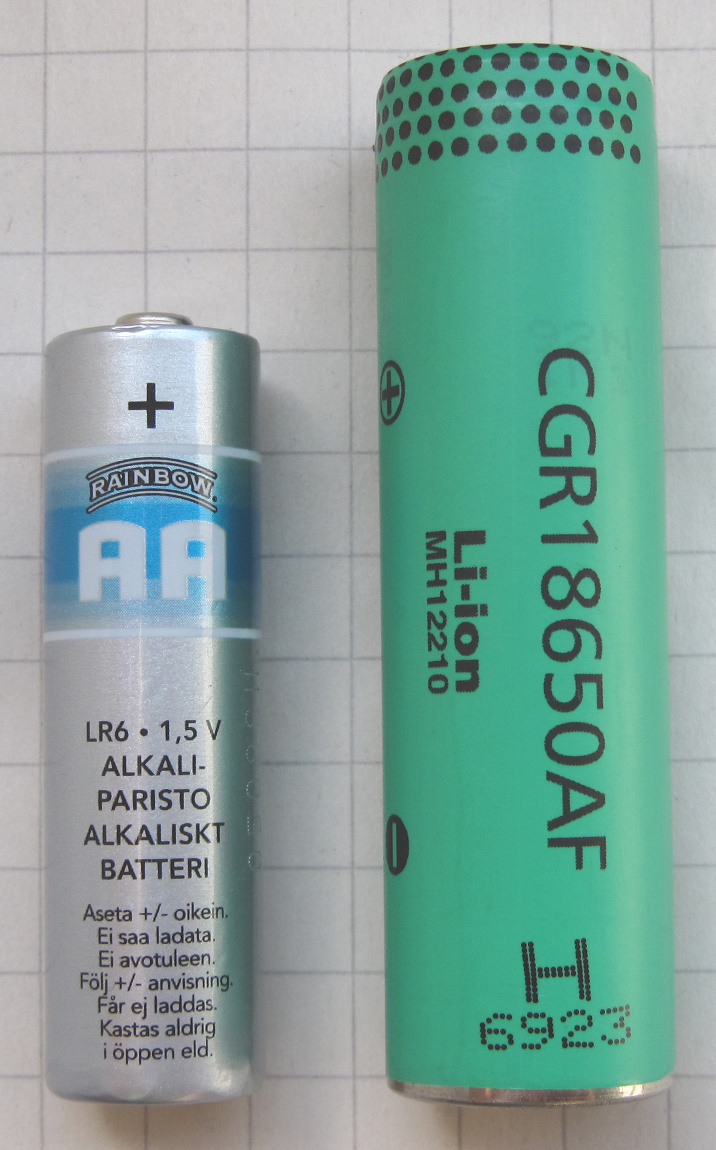
Літій-іонна комірка 18650 у порівнянні з батерейкою звичного розміру АА

Електричний акумулятор Model S — це літій-іонний акумулятор, що виготовляється на Гігафабриці 1 і містить 7'104 електрохімічну комірку місткістю до 3'100 мА·год кожна, що розподілені на 16 модулів. З липня 2012 комірками є модифіковані Panasonic NCR18650A з Ni-Co-Al катодом. Акумуляторний блок важить 540 кг, і встановлення його під підлогою знижує центр інерції авто на 46 см. Вогнестійкість блоку забезпечується застосуванням шару спеціального гелю, який при нагріванні збільшується у розмірах.

## Виробництво Model3
Виготовлення другого виду прототипів почалося у лютому 2017. Хоча люди й залучені в деяких виробничих процесах, наприклад, у контролі за якістю деталей та встановленні «начиння» салону, автоматизація при виготовленні кузова Model 3 становить 95 %. Перевезення деяких частин авто здійснюється візками, які рухаються тими ж проходами та коридорами, що і люди. Роботизовані перевізники знають, куди їм їхати, завдяки нанесеним на підлогу вказівним лініям. Встановлення на потрібні місця вже зібраних вузлів машини, їхнє зварювання та фарбування авто здійснюють роботизовані маніпулятори. Сидіння для авто Tesla Inc. виготовляє на іншому своєму заводі. Маючи попередньо проблеми зі штампуванням алюмінію, ковкість якого становить третину від ковкості сталі, Tesla домовилася із японською компанією про виробництво високоякісних штампів. 
47 роботів перевіряють Model 3 у 1900 контрольних точках. В середньому відповідність до специфікації повинна становити +/-(0,15) мм. Під час фінальних тест-драйвів записуються усі звуки, що видає машина. Файлу присвоюється власний номер, і в подальшому його можуть використовувати центри обслуговування для дослідження ламання. Компанія протестувала двигун і коробку передач після прокату у 1,6 млн км і стверджує, що вони у нормі.
Офіційне доставлення перших 30 Model 3 відбулася 28 липня 2017 року. Були анонсовані плани виробництва 5'000 одиниць даної моделі за тиждень, але ця подія декілька разів переносилася. Це нарешті трапилося 1 липня 2018 року, а сумарний випуск всіх моделей склав 7'000 за тиждень. Хоча, якщо вірити «Bloomberg Відстежувачу Model 3 [Архівовано 27 вересня 2018 у Wayback Machine.]», цей показник знову впав.